# Хоккей на траве на летних Олимпийских играх 1980
Соревнования по хоккею на траве на летних Олимпийских играх 1980 года проходили с 20 по 31 июля 1980 года на малой арене стадиона «Динамо» и стадионе Юных пионеров в Москве.
Впервые на Олимпийских играх был разыгран комплект медалей не только среди мужских, но и среди женских команд. И в женских, и в мужских соревнованиях участвовали по шесть команд. Мужские команды на первом этапе провели круговой турнир, а на втором этапе в стыковых матчах две лучшие команды выявили победителя, а команды, занявшие третье и четвёртое места, разыграли бронзовые медали. У женских команд призёров определили по результатам кругового турнира.
На состав участников турнира значительно повлиял бойкот Олимпиады со стороны США, поддержанный другими странами, в результате которого мужской хоккейный турнир лишился девяти из двенадцати запланированных участников, а женский — пяти из шести. Организаторам пришлось приглашать другие команды.
Золото женской сборной по хоккею на траве стало для Зимбабве первой высшей наградой в истории страны на Олимпийских играх, а мужская сборная Индии завоевала восьмой титул в истории и первый с 1964 года. Обеим сборным СССР, впервые участвовавшим в олимпийских хоккейных турнирах, удалось выиграть бронзовые медали.

## Медалисты

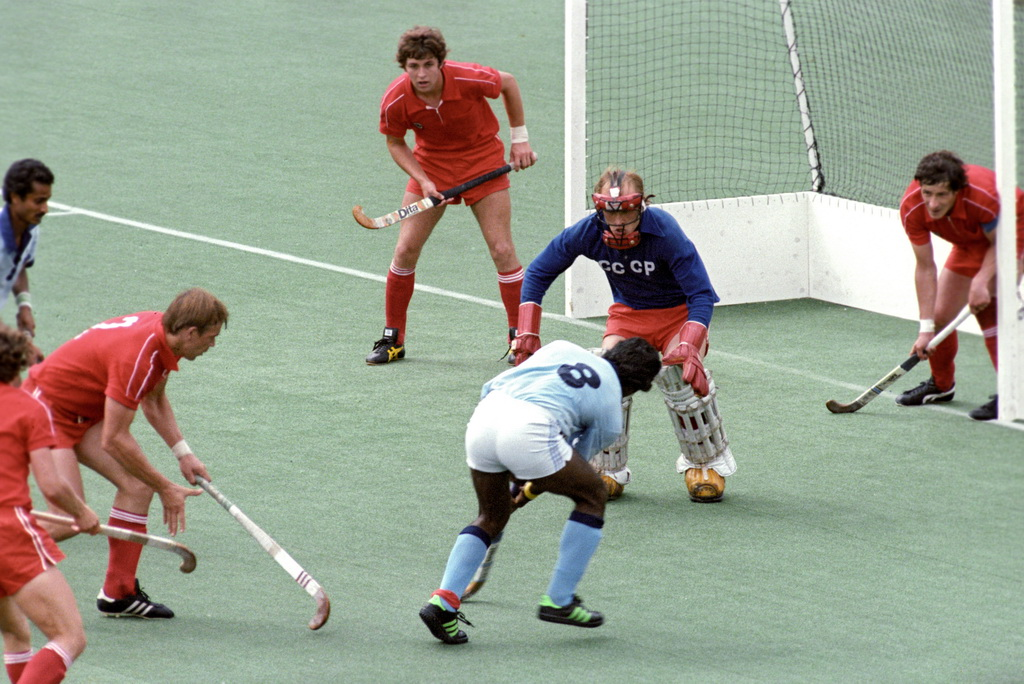
26 июля 1980. Матч мужского турнира СССР — Индия 2:4

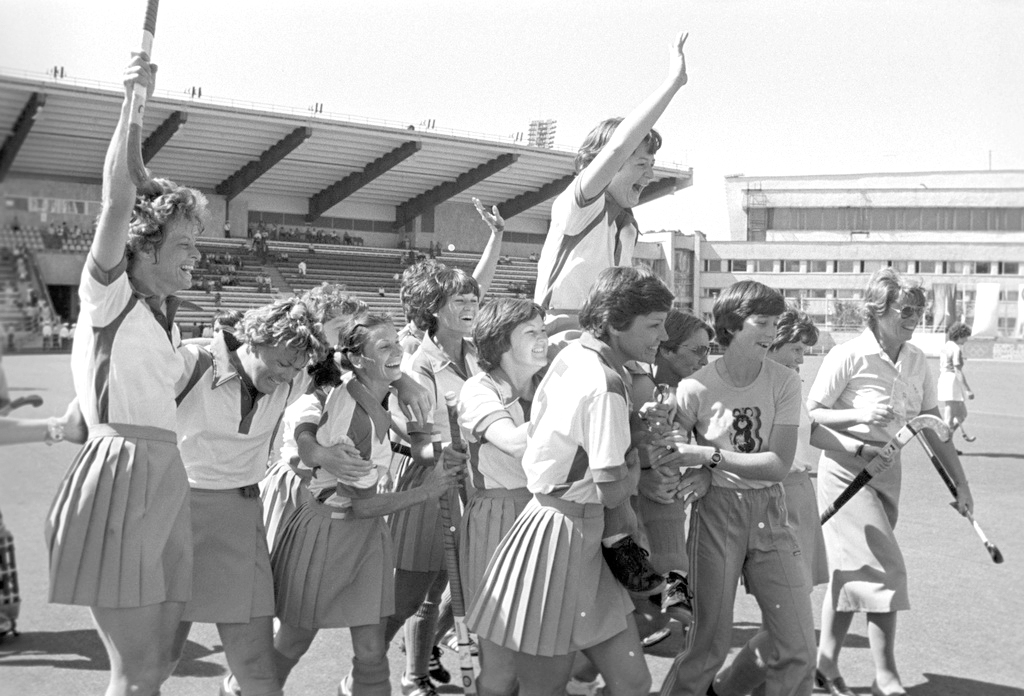
Женская сборная Зимбабве — чемпион московской Олимпиады

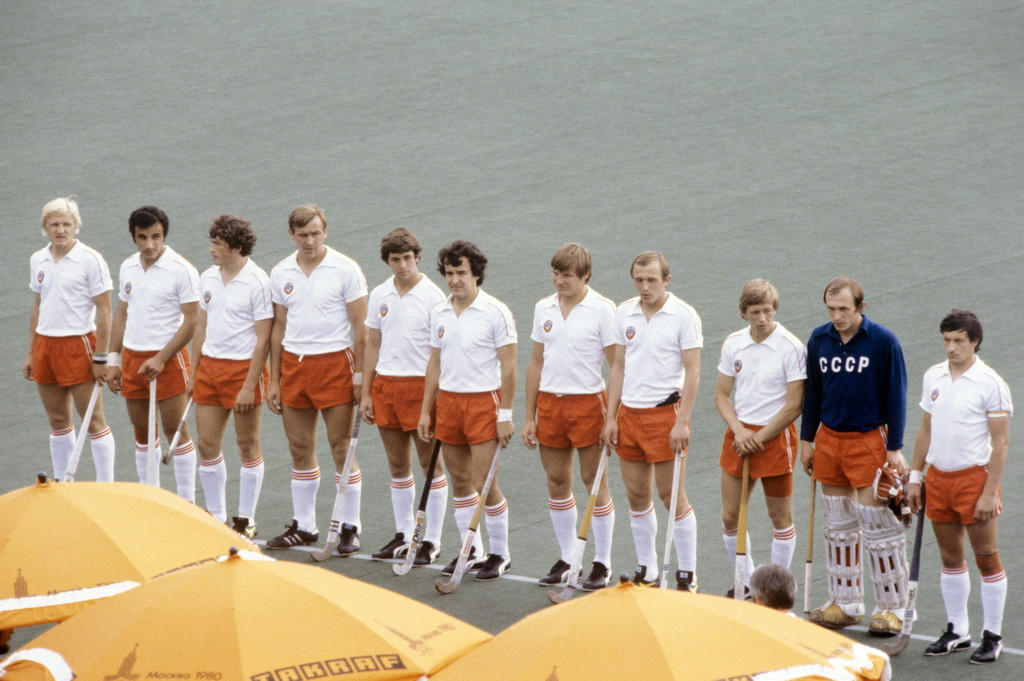
Мужская сборная СССР — бронзовый призёр московской Олимпиады

|         | Золото | Серебро | Бронза |
| Мужчины | Индия Вратари · Аллан Шофилд · Бир Бахадур Четтри · Полевые игроки · Сильванус Дун Дун · Раджиндер Сингх · Девиндер Сингх · Гурмаил Сингх · Равиндер Пал Сингх · Васудеван Бхаскаран · Сомая Манейпандей Махарадж Каушик · Чаранджит Кумар · Мервин Фернандис · Амарджит Сингх Рана · Мухаммад Шахид · Зафар Икбал · Суриндер Сингх Содхи | Испания Вратари · Хосе Мигель Гарсия · Хайме Сумалакаррегуй · Полевые игроки · Хуан Амат · Сантьяго Мальгоса · Рафаэль Гарральда · Франсиско Фабрегас · Хуан Луис Кохен · Рикардо Кабот · Хайме Арбос · Карлос Рока · Хуан Пеллон · Мигель де Пас · Мигель Чавес · Хуан Арбос · Хавьер Кабот · Паулино Монсальве                    | СССР Вратари · Владимир Плешаков · Миннеула Азизов · Полевые игроки · Вячеслав Лампеев · Леонид Павловский · Сос Айрапетян · Фарид Зигангиров · Валерий Беляков · Сергей Клевцов · Олег Загороднев · Александр Гусев · Сергей Плешаков · Михаил Ничепуренко · Александр Сычёв · Александр Мясников · Виктор Депутатов · Александр Гончаров |
| Женщины | Зимбабве Вратари · Сара Инглиш · Арлин Боксолл · Полевые игроки · Энн Грант · Бренда Филлипс · Пэт Маккиллоп · Соня Робертсон · Триш Дэвис · Морин Джордж · Линда Уотсон · Сью Хаггетт · Джилл Коули · Лиз Чейз · Сэнди Чик · Хелен Волк · Крис Принслу · Антеа Стюарт                                                                    | Чехословакия Вратари · Вера Подганёва · Ярмила Краличкова · Полевые игроки · Берта Груба · Ивета Шранкова · Йиржина Чермакова · Марта Урбанова · Ида Губачкова · Алёна Киселицова · Квета Петржичкова · Мария Сикорова · Ленка Вымазалова · Йиржина Кржижова · Йиржина Кадлецова · Милада Блажкова · Яна Лагодова · Йиржина Гайкова | СССР Вратари · Галина Инжуватова · Людмила Фролова · Полевые игроки · Нелли Горбаткова · Валентина Заздравных · Надежда Овечкина · Нателла Красникова · Наталья Быкова · Лидия Глубокова · Галина Вьюжанина · Наталья Бузунова · Лейла Ахмерова · Надежда Филиппова · Елена Гурьева · Татьяна Ембахтова · Татьяна Швыганова · Алина Хам ·  |

## Результаты

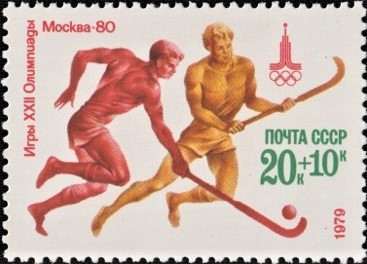
Почтовая марка СССР

### Мужчины
| 1 | Индия    |
| 2 | Испания  |
| 3 | СССР     |
| 4 | Польша   |
| 5 | Куба     |
| 6 | Танзания |

### Женщины
| 1 | Зимбабве     |
| 2 | Чехословакия |
| 3 | СССР         |
| 4 | Индия        |
| 5 | Австрия      |
| 6 | Польша       |

## Судьи
- Доминик Авеланж
- Мануэль Алькантара
- Жорж ван ден Берге
- Дайер Герардина Вандерпул
- Боб Давидзон
- Адриано де Векки
- Сантьяго Део Валера
- Питер Дёйнкер
- Ричард Джуэлл
- Сергей Дьяконов
- Луи-Мишель Жилле
- Хуан Анхель Кальсадо де Кастро
- Мерседес Корбачо Монхе
- Мишлин Куржо
- Анхела Ларио
- Маргарита Легаспи
- София Молендейк
- Стюарт Мэсилдоуи
- Грэм Денис Нэш
- Морли Пекер
- Вацлав Пошик
- Луки Руг-Ругге
- Калеви Руутту
- Мунир Саит
- Тадеуш Сохолик
- Пхулел Сингх Суйлана
- Рут Тонг-Трахслер
- Джон Фальконер
- Геррит Хагелс
- Вилли Хенкель
- Антонина Цетлина
- Петра Шедлер
- Вивиан Яукес